# T.J. Leaf
Ty Jacob „T.J.” Leaf (ur. 30 kwietnia 1997 w Tel Awiwie) – izraelski koszykarz, występujący na pozycji silnego skrzydłowego, posiadający także amerykańskie obywatelstwo.
W 2016 wystąpił w dwóch meczach gwiazd amerykańskich szkół średnich – McDonald’s All-American i Ballislife All-American, został też zaliczony do II składu USA Today All-USA oraz Naismith All-American. W 2014 zdobył srebrny medal podczas międzynarodowego turnieju Adidas Nations. W 2015 i 2016 został wybrany najlepszym zawodnikiem szkół średnich dywizji II w sekcji San Diego (CIF San Diego Section Division II Player of the Year).
25 listopada 2020 trafił w wyniku wymiany do Oklahoma City Thunder. 19 grudnia został zwolniony.
13 kwietnia 2021 podpisał umowę z Portland Trail Blazers na występy zarówno w NBA, jak i G-League.

## Osiągnięcia
Stan na 25 września 2021, na podstawie, o ile nie zaznaczono inaczej.
NCAA
- Uczestnik rozgrywek Sweet 16 turnieju NCAA (2017)
- Zaliczony do I składu:
  - Pac-12 (2017)
  - najlepszych pierwszorocznych zawodników Pac-12 (2017)
  - składu honorable mention All-American (2017 przez Associated Press)
- Zawodnik tygodnia Pac-12 (5.12.2016, 19.12.2016)

Reprezentacja
- Wicemistrz Europy U–18 dywizji B (2015)
- MVP Eurobasketu U–18 dywizji B (2015)
- Zaliczony do I składu Eurobasketu U–18 dywizji B (2015)